# ميمون بن ذكية
ميمون بن تقية، المعروف بالأمير ، كان أميرًا مدراريًا لسجلماسة.
وهو ابن امرأة اسمها ذكية (عند ابن عذاري باقية) والأمير أبو مالك المنتصر بن اليسع. تزوج من أروى بنت عبد الرحمن بن رستم ابنة إمام طاهرت، وأنجب منها ولداً اسمه ميمون، والمعروف بميمون بن الرستمية. حوالي عام 864 بدأ ميمون بن ذقية وميمون بن الرستمية في الخلاف على الخلافة. وبعد ثلاث سنوات من النضال فرض أبو مالك ميمون بن الرستمية خليفة له، إلا أنه أظهر جحوده وخلع والده، مما أثار ثورة شعبية أعلنت ميمون بن ثقية، إلا أنه رفض وأعاد السلطة إلى أبيه، ولما أظهر نيته إعادة الخلافة إلى ميمون بن الرستمية ثار السكان مرة أخرى وحاصروا أبا مالك في القصر وأعلنوا ميمون بن ذكية أميرًا، الذي قبل هذه المرة واستولى على السلطة في عام 867 .
وحكم حتى وفاته سنة 876/877م وخلفه ابنه محمد بن ميمون.